# جائزة الأرجنتين الكبرى 1975
جائزة الأرجنتين الكبرى 1975 هو سباق فورمولا 1 أقيم بتاريخ 12 يناير 1975 في بوينس آيرس، الأرجنتين. كان الأول من أصل 14 في بطولة العالم لسباقات الفورمولا واحد موسم 1975. حلّ البرازيلي إيمرسون فيتيبالدي أولا بينما جاء البريطاني جيمس هانت في المركز الثاني وحصل على المركز الثالث الأرجنتيني كارلوس ريوتيمان.